# Popowia polytricha
Popowia polytricha är en kirimojaväxtart som beskrevs av Friedrich Ludwig Diels. Popowia polytricha ingår i släktet Popowia och familjen kirimojaväxter. Inga underarter finns listade i Catalogue of Life.